# Khawr al Bayḑah
Khawr al Bayḑah är en vik i Förenade Arabemiraten.   Den ligger i emiratet Umm al-Qaywayn, i den nordöstra delen av landet, 180 kilometer nordost om huvudstaden Abu Dhabi.
Trakten runt Khawr al Bayḑah är ofruktbar med lite eller ingen växtlighet.  Trakten runt Khawr al Bayḑah är ganska tätbefolkad, med 54 invånare per kvadratkilometer.